# アレクサンドル・ウィンクラー
アレクサンドル・（グスタフ・）アドルフォヴィチ・ウィンクラー（ロシア語: Александр Адольфович (Густав) Винклер 1865年3月3日 - 1935年8月6日）は、ドイツ系のロシアのピアニスト、作曲家、音楽教育者。

## 生涯
ハルキウに生まれた。1887年にハルキウ大学で法学を修め、またロシア音楽協会が運営するハルキウ音楽学校でピアノを学んで1889年に卒業した。その後もパリでアルフォンス・デュヴェルノワ、ウィーンでテオドル・レシェティツキにピアノの指導を仰ぎ、ウィーンでは作曲を学ぶためカレル・ナヴラティルにも師事した。
1890年から1896年にはピアノ科の教授として母校の音楽学校に戻っていた。レシェティツキの推挙によりサンクトペテルブルク音楽院で教鞭を執るようサンクトペテルブルクに招かれ、1896年から1924年の間に同校のピアノの講義を受け持ち、1909年に教授となった。若きセルゲイ・プロコフィエフは1905年から彼の生徒のひとりであった。1907年からはドイツ語の新聞『St. Petersburgische Zeitung』で音楽評論を行った。サンクトペテルブルク音楽院の多くの教授陣に同じく、ウィンクラーもニコライ・リムスキー＝コルサコフが率いた音楽家の創作団体であったベリャーエフ・サークルの一員であり、これが彼の作曲スタイル影響していることは間違いない。
1924年にフランスへ移住し、1925年からはブザンソンのフランシュ＝コンテ大学の教壇に立った。同地で没した。
数曲の歌曲を別とすればウィンクラーは器楽曲のみを書いており、とりわけピアノと室内楽への楽曲が特筆される。『スペイン奇想曲』やバレエ『ライモンダ』などミハイル・グリンカ、アレクサンドル・グラズノフ、リムスキー＝コルサコフらの多数の作品のピアノ編曲を遺しており、アレクサンドル・スクリャービンの管弦楽曲も同様に編曲している。

## 主要作品
管弦楽曲
- 『En Bretagne』（ブルトン語の3つの歌曲による幻想序曲） 作品13 （1908年）
- 『ロシアの主題による変奏曲』 作品16 （1912年出版）
- 『劇的序曲』

協奏曲
- ヴァイオリンと管弦楽のための『フィンランドのエアによる変奏曲』 作品18 （1912年）
- チェロと管弦楽のための『最後の春』 （1935年）

室内楽曲
- 弦楽四重奏曲第1番 ハ長調 作品7 （1897年）
- ピアノ四重奏曲 ト短調 作品8 （1899年）
- 弦楽四重奏曲第2番 ニ長調 作品9 （1901年）
- ヴィオラ（またはヴァイオリン）ソナタ ハ短調 作品10 （1902年）
- 弦楽五重奏曲 ホ短調 作品11 （1906年） ヴァイオリン2、ヴィオラ2、チェロ
- 弦楽四重奏曲第3番 変ロ長調 作品14 （1909年）
- ピアノ三重奏曲 嬰ヘ短調 作品17 （1912年）
- チェロソナタ ニ短調 作品19 （1920年頃） グラズノフへ献呈
- ピアノ五重奏曲 ニ短調 作品29 （1933年）
- ヴィオラとピアノのための2つの小品 作品31 （1933年）
  1. Méditation élégiaque
  2. La toupie: Scène d'enfant

ピアノ
- 『創作主題による変奏曲とフーガ』 作品1
- 2つの小品 作品3 （1894年）
  1. ガヴォット
  2. シューマン風の即興曲Impromptu à la Schumann
- 古い様式による2つのピアノ小品 作品4 （1895年）
  1. サラバンド
  2. ジグ
  3. メヌエット
- 3つの小品 作品6 （1897年）
  1. エテュード＝ユモレスク
  2. 子守歌
  3. ワルツ＝即興曲
- 2台のピアノのためのJ.S.バッハの主題による変奏曲とフーガ 変ホ長調 作品12 （1906年）
- 3つの小品 作品15 （1909年）
  1. 前奏曲 ニ短調
  2. 奇想曲 ハ短調
  3. 練習曲 変ロ短調
- 墓所にて：フギリア旋法によるピアノのためのパッサカリア ニ短調/ニ調フギリア旋法 作品23

歌曲
- ピアノ伴奏歌曲 5つの旋律 作品2

著書
- 基礎的音楽理論入門（Краткое руководство по элементарной теории музыки） （1895年 ハルキウ）